# Club of Pioneers
Klub Pionierów (ang. Club of Pioneers) – międzynarodowa organizacja pozarządowa z siedzibą w Dronfield (Wielka Brytania), zrzeszająca najstarsze kluby piłkarskie z poszczególnych krajowych federacji, założona w 2013 r. przez angielski Sheffield F.C. (uznawany za najstarszy klub piłkarski świata). Stowarzyszenie utworzono w celu stworzenia globalnego drzewa historii piłki nożnej oraz zachowania dziedzictwa gry dla przyszłych pokoleń. Motto Klubu Pionierów brzmi: „uczciwość, szacunek, wspólnota”.
Członkiem Klubu Pionierów można zostać bez względu na aktualny status (zarówno kluby zawodowe, jak i amatorskie), czy poziom gry (niezależnie od klasy rozgrywkowej). Należy jednak spełnić następujące warunki:
1. Branie udziału w zorganizowanych rozgrywkach piłkarskich (amatorskich lub profesjonalnych).
2. Funkcjonowanie w formie organizacji sportowej nieprzerwanie od momentu jej założenia (wyjątki dotyczą wyłącznie okresów zawieszenia działalności z przyczyn zewnętrznych, np. wojen).
3. Bycie najstarszym, istniejącym klubem piłkarskim w danej federacji krajowej (data utworzenia drużyny piłkarskiej, działającej w ramach klubu wielosekcyjnego, bądź data założenia niezależnego klubu piłkarskiego, grającego według zasad federacji piłkarskiej).

## Obecni członkowie
Stan na 13 czerwca 2023 r.
| Klub                        | Data założenia       | Kraj               | Kontynent          |
| --------------------------- | -------------------- | ------------------ | ------------------ |
| Sheffield F.C.              | 24 października 1857 | Anglia             | Europa             |
| Wrexham F.C.                | 4 października 1864  | Walia              | Europa             |
| Queen’s Park F.C.           | 9 lipca 1867         | Szkocja            | Europa             |
| Kjøbenhavns Boldklub        | 24 października 1878 | Dania              | Europa             |
| FC Sankt Gallen             | 19 kwietnia 1879     | Szwajcaria         | Europa             |
| Koninklijke HFC             | 15 września 1879     | Holandia           | Europa             |
| Cliftonville F.C.           | 20 września 1879     | Irlandia Północna  | Europa             |
| Royal Antwerp FC            | 1880                 | Belgia             | Europa             |
| Savages FC Pietermaritzburg | 26 sierpnia 1882     | Południowa Afryka  | Afryka             |
| Hong Kong FC                | 12 lutego 1886       | Hongkong           | Azja               |
| Yokohama C&AC               | 26 grudnia 1886      | Japonia            | Azja               |
| Académica Coimbra           | 3 listopada 1887     | Portugalia         | Europa             |
| North Shore United          | 1887                 | Nowa Zelandia      | Oceania            |
| BFC Germania 1888           | 15 kwietnia 1888     | Niemcy             | Europa             |
| Mohun Bagan AC              | 15 sierpnia 1889     | Indie              | Azja               |
| Recreativo Huelva           | 23 grudnia 1889      | Hiszpania          | Europa             |
| Saint George’s FC           | 30 kwietnia 1890     | Malta              | Europa             |
| Albion FC                   | 1 czerwca 1891       | Urugwaj            | Ameryka Południowa |
| TB Tvøroyri                 | 13 maja 1892         | Wyspy Owcze        | Europa             |
| Santiago Wanderers          | 15 sierpnia 1892     | Chile              | Ameryka Południowa |
| Genoa CFC                   | 7 września 1893      | Włochy             | Europa             |
| Odds BK                     | 31 marca 1894        | Norwegia           | Europa             |
| First Vienna FC 1894        | 22 sierpnia 1894     | Austria            | Europa             |
| CS Fola Esch                | 9 grudnia 1906       | Luksemburg         | Europa             |
| Ljuboten Tetowo             | 28 marca 1919        | Macedonia Północna | Europa             |
| FK Sveikata                 | 8 czerwca 1919       | Litwa              | Europa             |
| Cracovia                    | 13 czerwca 1906      | Polska             | Europa             |

## Pioneers Cup
Członkowie Klubu Pionierów mogą brać udział w Pioneers Cup – towarzyskim turnieju piłkarskim, przeznaczonym dla drużyn złożonych z kibiców, byłych zawodników i pracowników klubu.
| Sezon                 | K | K | T | Mistrz            | Wicemistrz        | III miejsce      | Br. | Król strzelców | Uwagi   |
| Pioneers Cup          |   |   |   |                   |                   |                  |     |                |         |
| Sheffield, 16.11.2013 |   |   | 1 | Sheffield F.C.    | Recreativo Huelva | Genoa CFC        | ?   | ?              | 3 kluby |
| Haarlem, 30.08.2014   |   |   | 2 | Sheffield F.C.    | Koninklijke HFC   | Royal Antwerp FC | ?   | ?              | 3 kluby |
| Huelva, 6.09.2014     |   |   | 1 | Recreativo Huelva | Genoa CFC         | Koninklijke HFC  | ?   | ?              | 3 kluby |
| Antwerpia, 21.05.2016 |   |   | 1 | Koninklijke HFC   | Royal Antwerp FC  | Fola Esch        | ?   | ?              | 3 kluby |
| Haarlem, 31.08.2019   |   |   | 1 | FK Sveikata       | Royal Antwerp FC  | Koninklijke HFC  | ?   | ?              | 3 kluby |